# Gadabay
Gadabay (en  azerí: Gədəbəy) es una localidad de Azerbaiyán, capital del raión homónimo.
Se encuentra a una altitud de 1467 m sobre el nivel del mar. 

## Demografía
Según estimación 2010 contaba con 9161 habitantes.